# Присовхозный
Присовхозный (каз. Присовхозный) — упразднённое село в Павлодарской области Казахстана. Находилось в подчинении городской администрации Экибастуза. Входило в состав Аккольского сельского округа. Упразднено в 2012 году. Код КАТО — 552233600.

## Население
В 1999 году население села составляло 129 человек (69 мужчин и 60 женщин). По данным переписи 2009 года в селе проживало 36 человек (20 мужчин и 16 женщин).